# FürthWiki
Das FürthWiki ist ein regionales Online-Nachschlagewerk für die Stadt Fürth und enthält derzeit über 12.900 Inhaltsseiten/Artikel bzw. 66.300 Seiten. Es wurde am 7. Februar 2007 von Felix Geismann und Mark Muzenhardt ins Leben gerufen, da nach ihrer Auffassung in Fürth weder ein aktuelles Stadtlexikon existiert noch eine hinreichende Stadtchronik geführt wird.

## Inhalt
Das FürthWiki enthält Informationen zu allen Themen, die einen Bezug zu Fürth haben, was dementsprechend das zentrale Relevanzkriterium ist. Das FürthWiki sieht seinen Sinn auch darin, dass es als regionales Stadtwiki bei ortsbezogenen Themen mehr ins Detail gehen kann als Wikipedia, dementsprechend sind die Relevanzkriterien weniger streng gefasst.

## Geschichte
Anlass der Gründung war einerseits das im Jahre 2007 schon bewährte Konzept der Wikipedia als Hypertext-System wie auch die Überzeugung, dass in Fürth kein aktuelles Stadtlexikon vorhanden ist und die Stadtchronik de facto nicht mehr geführt wird:

„Um die Jahrhundertwende füllten ihrer Vaterstadt Fürth verbundene Bürger wie Dr. Fronmüller oder später Paul Käppner Bücher mit Details aus dem Leben in der Kleeblattstadt. Diese Bände gab es dann als Gratis-Beilagen zur Tageszeitung oder im Archiv einzusehen. Später war es Aufgabe eines Mitarbeiters des Stadtarchivs, relevante Artikel zu sammeln, später nur noch Zeitungsartikel abzutippen, schlussendlich nur noch die Zeitungsartikel einzukleben. In der einsparungssüchtigen Zeit kürzte man letzten Endes noch die komplette Stelle weg und eine ABM Kraft war mit der Fortführung dieser Chronik betraut.“

Im Sommer 2008 umfasste das FürthWiki nahezu 800 Artikel, zum fünften Jubiläum im Jahre 2012 waren annähernd 3000 Beiträge erreicht.
Am 27. Juni 2012 wurde ein Trägerverein mit dem Namen FürthWiki – Verein für freies Wissen und Stadtgeschichte gegründet. Zweck von FürthWiki e. V. ist laut Vereinssatzung, „die Geschichte und Kultur der Stadt Fürth zu erforschen, dokumentieren und verbliebene einzigartige Kulturwerte zu bewahren, geschichtliche Kenntnisse zu erhalten und zu vermitteln“ sowie „die Freiheit des Wissens zu fördern“. Zur Erreichung der Ziele soll vor allem „der weitere Aufbau und die Pflege einer freien und den Nutzern kostenlos zugänglichen Internet-Enzyklopädie (‚FürthWiki‘) sowie einer Vereinsinternetseite betrieben werden, um Wissen frei online verfügbar zu machen“.

## Finanzierung
Die Kosten für den Server trugen seinerzeit ausschließlich die beiden Gründer, eine Refinanzierung fand über die Werbebanner statt. FürthWiki lief über den Server des Fürther Vereins „Treu Färdd!“ (hochdeutsch: „Treu Fürth!“), gegründet 2005 in erster Linie zur Unterstützung der SpVgg Greuther Fürth. Seit Juli 2012 übernimmt der neu gegründete Trägerverein die Finanzierung.

## Technik und Verwaltung
Die Gestaltung des FürthWiki ähnelt der Wikipedia, da beide Plattformen auf dem Wiki-Hypertext-System MediaWiki basieren. Zusätzlich verwendet das RegionalWiki inzwischen seit einigen Jahren Semantic MediaWiki zur Verwaltung seiner Inhalte. Zwischen den beiden Enzyklopädien gibt es auch zunehmend inhaltliche Querverweise, die Mitarbeiter von FürthWiki sind teilweise auch in der Wikipedia aktiv. Die Zahl der aktiven Mitarbeiter liegt bei etwa 30 Personen. In monatlichen Arbeitssitzungen werden alle relevanten Themen und Inhalte diskutiert und gemeinsam besprochen. Zusätzlich bietet das FürthWiki-Team regelmäßige Editierungsschulungen im eigenen FürthWiki-Laden an. Eine schriftliche Kooperation mit dem örtlichen Museum und Stadtarchiv existiert ebenso, wie die konstruktive Zusammenarbeit und inhaltlicher Austausch mit den örtlichen Geschichtsvereinen. Über einen eigenen Blog informiert der Trägerverein regelmäßig alle Autoren und Interessenten über die aktuellen Neuerungen und interessante Inhalte.

## FürthWiki-Laden

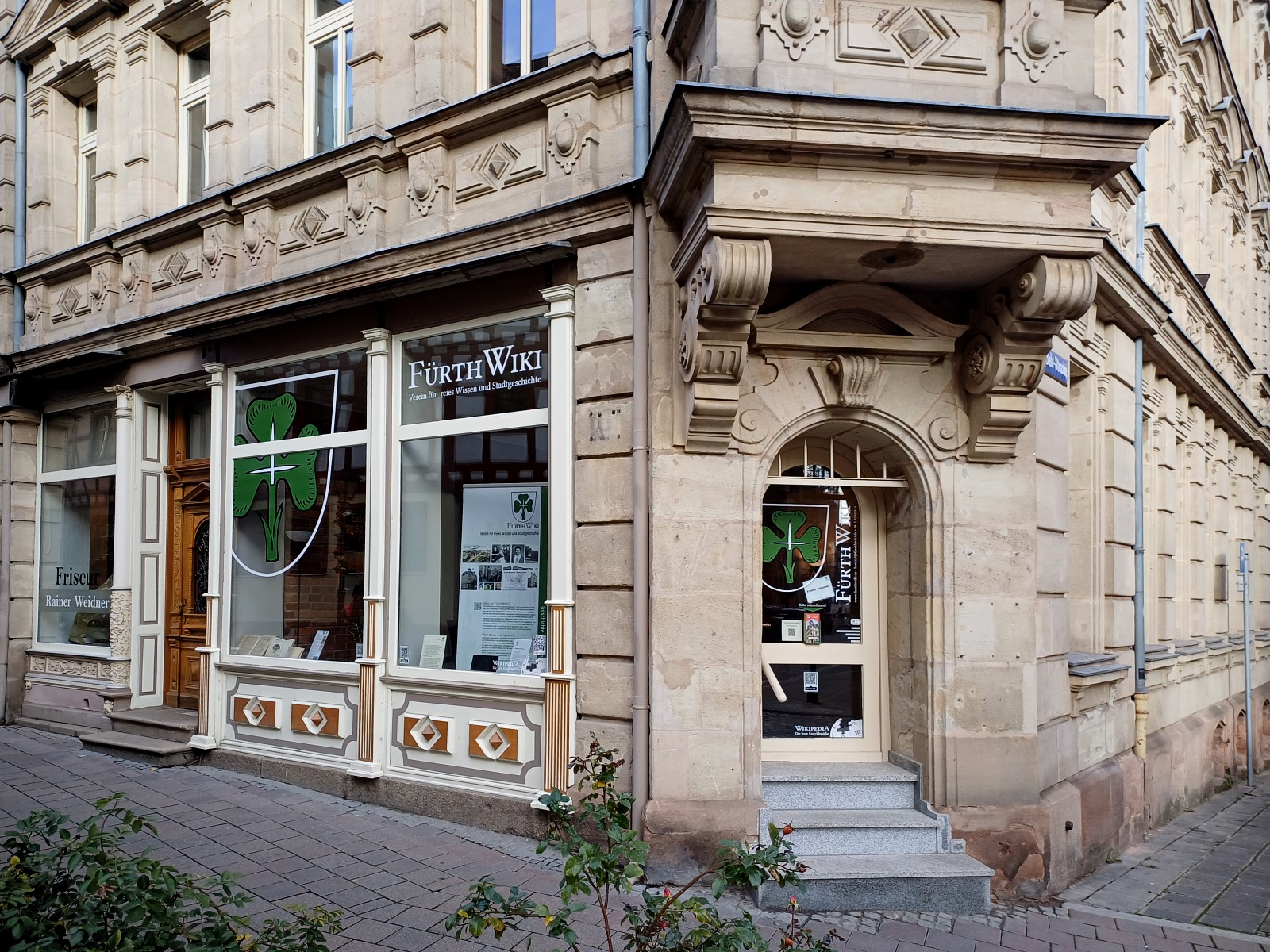
Eingang des FürthWiki-Ladens

2018 stellte das RegionalWiki erstmals einen Förderantrag für den inzwischen bestehenden FürthWiki-Laden bei Wikimedia Deutschland (WMDE) für einen sog. Lokale Community-Raum in Fürth. Der Förderantrag beinhaltete zwei Dimensionen:
- Die tatsächlich erstmalige Förderung eines eigenständigen RegionalWikis als Lokaler Raum, im Gegensatz zu den bereits bestehenden klassischen Wikipedia-Community Räumen, wie z. B. in Hannover oder Köln, die ihren Tätigkeitsschwerpunkt in der „großen Schwester“ Wikipedia haben.
- Den Versuch, RegionalWikis strukturiert technisch wie strukturell an Wikipedia anzudocken, um Synergieeffekte für beide Seiten zu bekommen.

Letzter Punkt könnte eine Blaupause für andere RegionalWikis werden, so die Idee. Die Zusage erfolgte noch im gleichen Jahr, allerdings gestaltete sich die Raumsuche anfänglich schwieriger als vermutet bzw. machte die COVID-19-Pandemie zunächst dem Projekt ein Strich durch die Rechnung. Seit August 2020 existiert der FürthWiki-Laden und war der sechste Lokale Raum, der durch WMDE unterstützt wurde.

## Lizenz
Für alle Texte gilt die Creative-Commons-Lizenz 3.0: „Namensnennung – Weitergabe unter gleichen Bedingungen“ (CC BY-SA 3.0).

### TV-Reportage
- „FürthWiki - Freies Wissen für die Stadt“: Eine in dreijähriger Langzeitbegleitung entstandene TV-Reportage (2020–2023)

### Imagefilm
Das Video dient der Außendarstellung in der Öffentlichkeitsarbeit, der Gewinnung neuer Mitmacher und Mitmacherinnen sowie der Präsentation der räumlichen Gegebenheiten gegenüber potentiellen Mitnutzern und -nutzerinnen.